# Steinreihe von Beenalaght
Die bronzezeitliche Steinreihe von Beenalaght (auch An Seisear, irisch für „die sechs Männer“, englisch The Six oder The Sure genannt) steht auf dem Hügel Reanthesure im Townland Beenalaght (irisch Binn na Leacht, „Kuppe des Grabhügels“) an der Mallow-Coachford Road, westlich von Bweeng, südwestlich von Mallow im County Cork in Irland. Sie ist eine von etwa 80 Reihen, aus drei bis sechs Steinen im Südwesten Irlands.
Die etwa 11,1 m lange Steinreihe besteht aus sechs 1,8 bis 2,9 m hohen Steinen, von denen einer umgefallen ist. Die höchsten Steine stehen an den Enden.
In der Nähe steht der Steinkreis von Gowlane North.